# El pirata Barbanegra
 El pirata Barbanegra  (original: Blackbeard the Pirate) és una pel·lícula estatunidenca de Raoul Walsh estrenada el 1952 i doblada al català.

## Argument[2]
El mar Carib és infestat de pirates. Sir Henry Morgan, pirata penedit, ha rebut la missió del rei d'Anglaterra de netejar la regió de pirates. Persegueix el cèlebre i cruel Barbanegra que escuma els mars. Edward Maynard, aventurer, és encarregat pel governador de Jamaica de desemmascarar Morgan, sospitós de ser sempre amb els pirates i de voler apoderar-se de l'illa de Jamaica. Maynard es troba al vaixell de Barbanegra, com a metge, per robar el llibre de bord que provaria la culpabilitat de Morgan. Al vaixell es troba igualment l'encisadora filla adoptiva de Morgan, Edwina Mansfield, segrestada per Barbanegra mentre que fugia de Port Royal. Edwina es troba en possessió de les joies del tresor de Morgan que ella li ha robat.
La seva criada massa xerraire li revela a Barbanegra que s'apodera del tresor. Amagant-ho a la seva tripulació, l'enterra en una illa a l'esquena de tots. Però Barba-Negra i la seva tripulació, a terra, són agafats per Morgan i els seus homes. Després d'un dur combat, el pirata aconsegueix escapar-se deixant sobre el terreny un cadàver que resulta ser la seva sòsia. Morgan talla el cap del cadàver, l'exposa a Port-Royal creient que es tracta de la de Barbanegra. La proesa li val ser anomenat governador de Jamaica. Edwina i Edward, volent escapar de Morgan, cauen a les urpes de Barbanegra. Morgan s'assabenta que el seu enemic no és mort, i es posa a perseguir-lo. De seguida atrapa el vaixell de Barbanegra i té lloc un nou combat que acaba amb desavantatge del pirata. Barba-Negra se serveix llavors d'Edwina com a ostatge i ordena a Morgan abandonar les hostilitats i anar-se'n. Llavors, volent recuperar el tresor, Barbanegra torna a l'illa, el desenterra i el carrega en una xalupa però és descobert pels seus homes i se segueix una baralla. El tresor, en el combat, cau a l'aigua i es perd per tothom. Els seus homes, furiosos, decideixen castigar Barbanegra i l'enterren en la sorra, no deixant sobresortir més que el seu cap que serà aviat cobert per la marea. Mayard i Edwina, enamorats, aconsegueixen de nou fugir, lluny d'aquest horrible espectacle.

## Repartiment
- Robert Newton: Barba Negra
- Linda Darnell: Edwina Mansfield
- Keith Andes: Edward Maynard
- William Bendix: Ben Worley
- Torin Thatcher: Sir Henry Morgan
- Irene Ryan: Alvina
- Alan Mowbray: Noll
- Richard Egan: Briggs
- Skelton Knaggs: Gilly
- Dick Wessel: Dutchman
- Anthony Caruso: Pierre La Garde
- Jack Lambert: Tom Whetstone
- Noel Drayton: Jeremy
- Pat Flaherty: Job Maggot

## Al voltant de la pel·lícula
- En un principi la pel·lícula havia de ser rodada per Val Lewton i amb Boris Karloff en el paper del títol, però Val Lewton mor el 1951 i la realització és confiada a Raoul Walsh que escull Robert Newton.